# Dennis Quaid

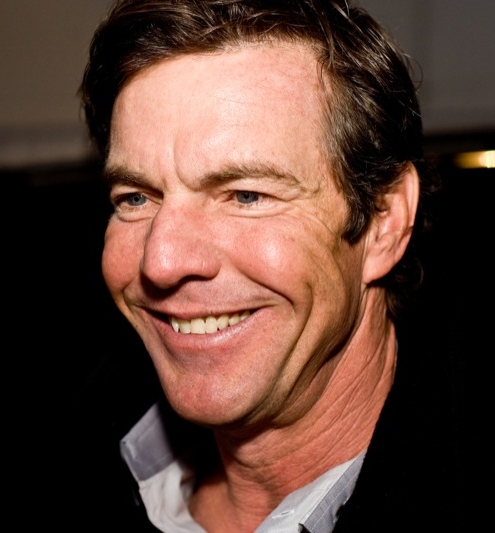
Quaid na Texas Film Hall of Fame Awards 2009

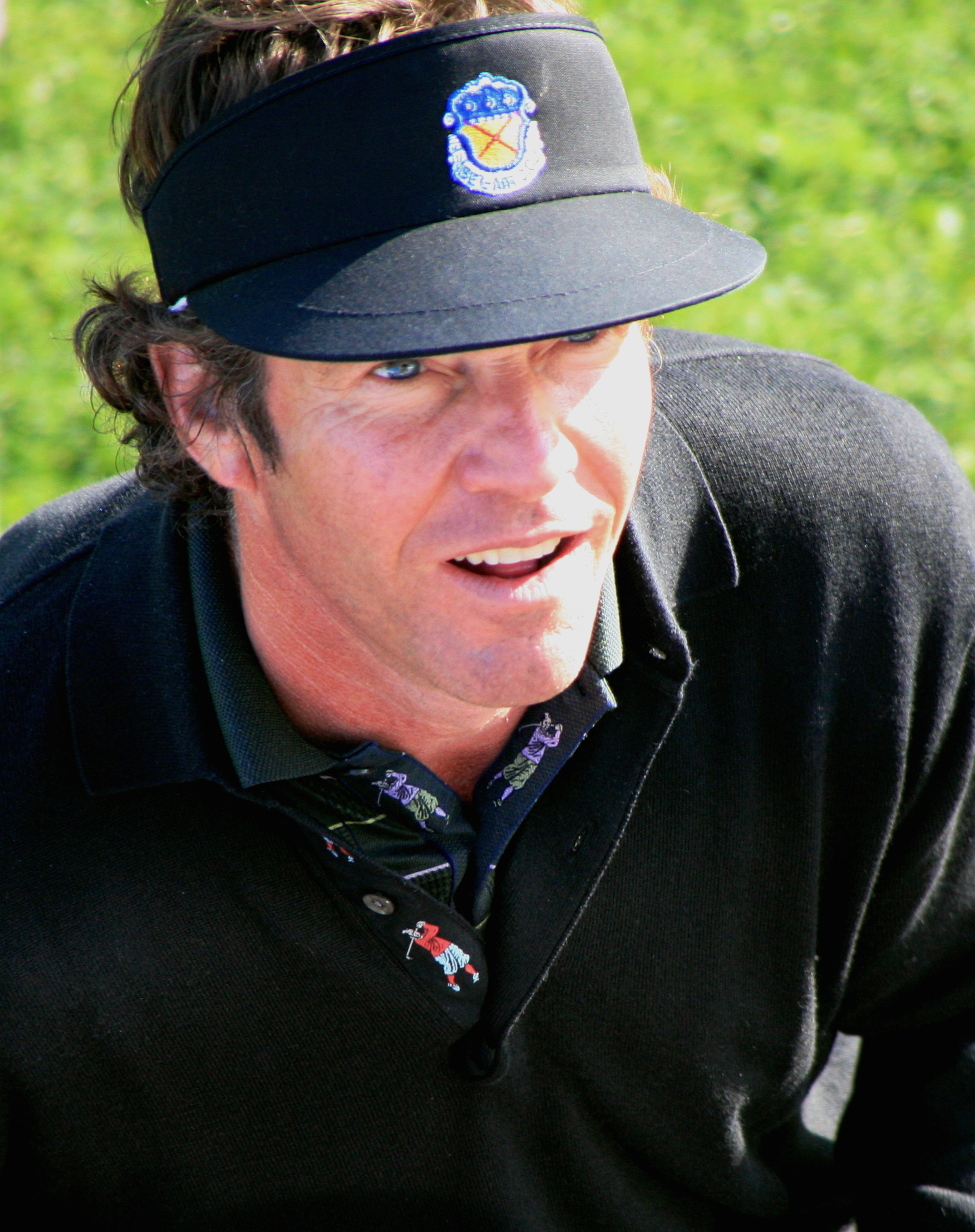
Quaid podczas gry w golfa (2006)

Dennis William Quaid (ur. 9 kwietnia 1954 w Houston) – amerykański aktor, reżyser, scenarzysta, producent filmowy, autor tekstów i kompozytor. Po raz pierwszy zwrócił na siebie uwagę w latach 80. XX wieku. Wystąpił w takich produkcjach jak Uciekać (1979), Pierwszy krok w kosmos (1983), Wielki luz (1986), Interkosmos (1987), Wielkie kule ognia (1989), Nie wierzcie bliźniaczkom (1998), Częstotliwość (2000), Traffic (2000), Pojutrze (2004), 8 części prawdy (2008) i Surferka z charakterem (2011). Za rolę w filmie Daleko od nieba (2002) został uhonorowany nagrodą Stowarzyszenia Nowojorskich Krytyków Filmowych.
16 listopada 2005 otrzymał własną gwiazdę w Alei Gwiazd w Los Angeles znajdującą się przy 7018 Hollywood Boulevard.

## Życiorys

### Wczesne lata życia
Urodził się w Houston w stanie Teksas w rodzinie baptystów jako syn agentki nieruchomości Juanity Bonniedale „Nity” (z domu Jordan) i elektryka Williama Rudy’ego Quaida (zm. 1987 na atak serca). Jest kuzynem Gene’a Autry’ego. Jego rodzina miała pochodzenie angielskie, irlandzkie i francuskie (Cajun).
Bardzo szybko postanowił pójść w ślady swego starszego brata Randy’ego (ur. 1950), który wybrał karierę aktorską. Jego rodzice rozstali się, gdy w latach 1972–1975 studiował dramat w Bellaire High School w Bellaire w Teksasie. Już jako piętnastolatek występował w kabarecie, a po uzyskaniu dyplomu na uniwersytecie w Houston, pojechał do brata, do Los Angeles. Uprawiał boks, był także popularnym imitatorem na estradzie nocnego klubu w hotelu Tidelands w Houston; parodiował m.in. Richarda Nixona, ówczesnego prezydenta Stanów Zjednoczonych.

### Kariera
Zagrał małą rolę w komedii sensacyjnej Szalona mama (Crazy Mama, 1975), komediodramacie Co dalej? (Breaking Away, 1979) jako nastoletni rowerzysta, westernie Jeźdźcy (The Long Riders, 1980), w którym zagrał wraz z bratem, a potem w roli Freddiego Duplera w komediodramacie Cała noc (All Night Long, 1981), komedii Jaskiniowiec (Caveman, 1981) o przygodach wśród dinozaurów, w której wziął udział Ringo Starr, a także Shelley Long i Barbara Bach.

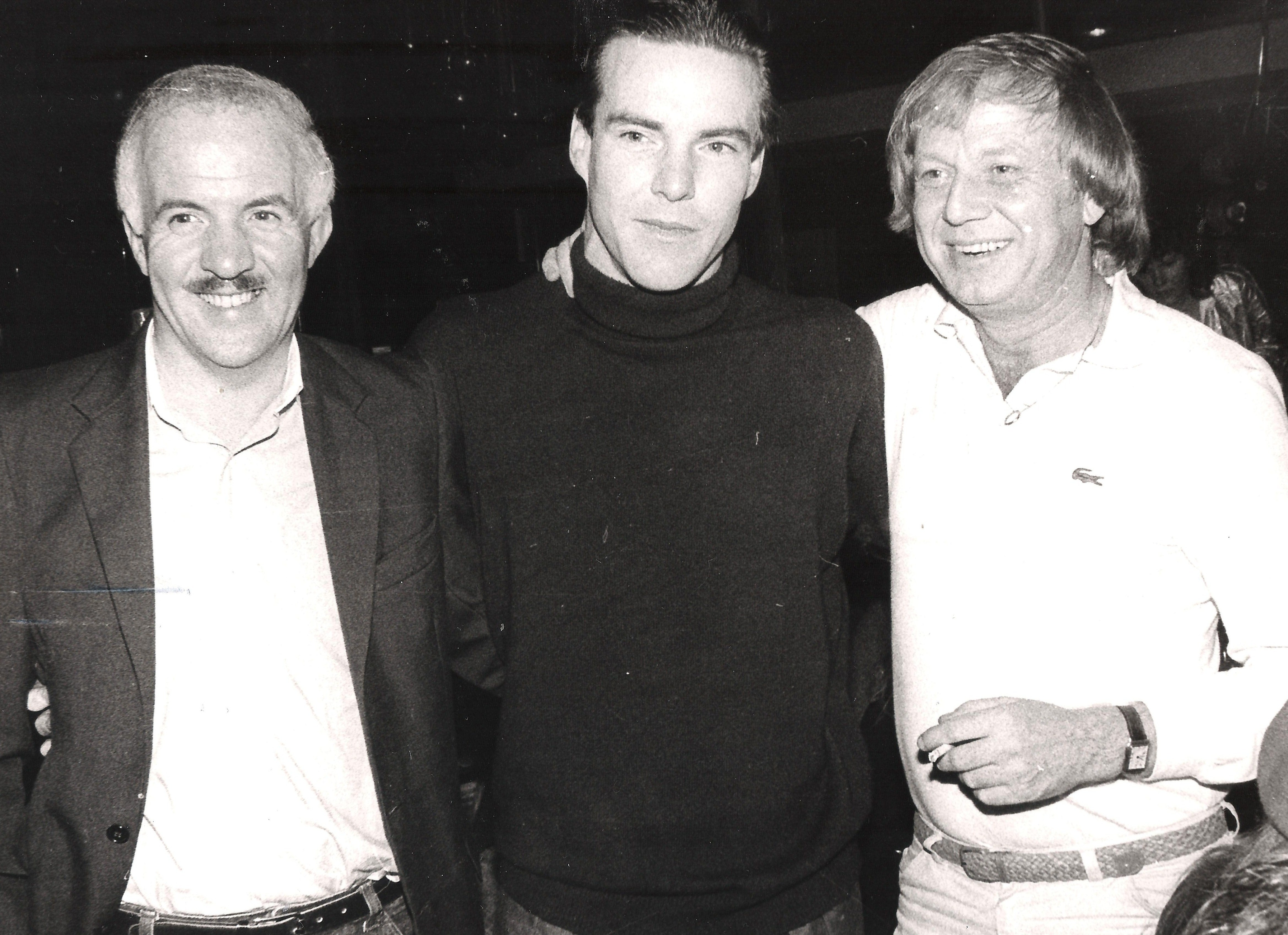
Od lewej: Stanley O’Toole, Dennis Quaid i Wolfgang Petersen (1984)

W dramacie fantastycznonaukowym Mój własny wróg (Enemy Mine, 1985) jako ziemski pilot nawiązuje przyjazny kontakt z przedstawicielem obcej cywilizacji. W przygodowej komedii fantastycznonaukowej Interkosmos (Innerspace, 1987) zagrał pilota, który poddany zostaje fantastycznemu eksperymentowi miniaturyzacji. Popularność zawdzięcza także uhonorowanej nagrodą na festiwalu filmowym w Valladolid (Hiszpania) i Independent Spirit Award roli detektywa Remy’ego McSwaina w stylowej historii kryminalnej Wielki luz (The Big Easy, 1987), rozgrywającej się w scenerii Nowego Orleanu, brutalnej i romantycznej jednocześnie, wypełnionej muzyką typu Cajun. Wcielił się w legendarnego gwiazdora rocka lat 50. Jerry’ego Lee Lewisa w biograficznym filmie muzycznym Wielkie kule ognia (Great Balls of Fire, 1989).
Do roli chorego na gruźlicę Doca Hollidaya w westernie Wyatt Earp (1994) schudł ponad 20 kilogramów i był tak słaby, że ledwo trzymał się na nogach. Rola odnoszącego sukcesy biznesmena, który żeni się, by ukryć swoją homoseksualną naturę, w melodramacie Daleko od nieba (Far from Heaven, 2002) przyniosła mu nagrodę krytyków filmowych w Nowym Jorku i Chicago, Online Film Critics Society (OFCS), Independent Spirit Award oraz nominację do nagrody Złotego Globu i Złotej Satelity. Po udziale w dramacie Traffic (2000) i dreszczowcu Pojutrze (The Day After Tomorrow, 2004) jako klimatolog Jack Hall, był odtwórcą roli 51-letniego człowieka obawiającego się o zepchnięcie na margines przez młodego kolegę z pracy w filmie W doborowym towarzystwie (In Good Company, 2004).
Był na okładkach „Vogue L’Uomo”, „Cowboys & Indians”, „The Advocate”, „Men’s Journal”, „Esquire”, „People”, „Vanity Fair”, „Interview” i „GQ”.

## Życie prywatne
Quaid wybrał święto dla każdego ze swoich trzech ślubów (Narodowe Święto Niepodległości, Walentynki, Dzień Dziękczynienia). 25 listopada 1978 zawarł związek małżeński z Pamelą J. Soles; zgodnie z modą młoda para osiedliła się w Montanie. 23 stycznia 1983 doszło do rozwodu. Był związany z aktorkami: Leą Thompson (1983) na planie filmu Szczęki 3 (Jaws 3-D) oraz Andie MacDowell (2001), z którą zagrał w filmie Kolacja z przyjaciółmi (Dinner with Friends).
14 lutego 1991 poślubił aktorkę Meg Ryan. Pod koniec lat 90. miał problemy z alkoholem i narkotykami. Meg Ryan pomogła mu przezwyciężyć problem uzależnienia od kokainy. Razem z Meg zagrał w trzech filmach: Interkosmos (Innerspace, 1987), Zmarły w chwili przybycia (D.O.A., 1988) i Krew z krwi, kość z kości (Flesh and Bone, 1993). Mają syna Jacka Henry’ego (ur. 24 kwietnia 1992). 16 czerwca 2001 Quaid i Meg Ryan rozwiedli się. 
4 lipca 2004 ożenił się po raz trzeci z agentką nieruchomości Kimberly Buffington. Mają bliźniaki, syna Thomasa Boone i córkę Zoe Grace (ur. 8 listopada 2007). 27 kwietnia 2018 para rozwiodła się.
Wolny czas poświęcał swym pasjom – muzyce (komponował i występował z własnym zespołem Sharks, był dobrym gitarzystą i stworzył grupę Eclectics, która grała namiętną i rytmiczną muzykę Cajun), grze w golfa, lataniu (posiada licencję pilota, a swe umiejętności wykorzystał na planie filmu Lot Feniksa (Flight of the Phoenix, 2004).
2 czerwca 2020 ożenił się po raz czwarty z młodszą o 40 lat Laurą Savoie.

### Religia
Quaid jest chrześcijaninem. Wykonał chrześcijańską piosenkę „On My Way to Heaven” dedykowaną matce i zawartą w filmie Dotknij nieba (I Can Only Imagine, 2018), w którym zagrał.

## Filmografia

### Scenariusz
- 2006: Shame On You

### Reżyser
- 1998: Serce rodziny (Everything That Rises)
- 2006: Shame On You

### Kompozytor
- 1987: Wielki luz (The Big Easy)

### Aktor
- 1975: Szalona mama (Crazy Mama) jako Bellhop
- 1977: Nigdy nie obiecywałem ci ogrodu pełnego róż (I Never Promised You a Rose Garden) jako Shark, zawodnik baseballowy
- 1978: Our Winning Season jako Paul Fleishauer
- 1978: 30 września 1955 (September 30, 1955) jako Frank
- 1978: Seniorzy (The Seniors) jako Alan
- 1978: Are You in the House Alone? jako Phil
- 1978: Nasz zwycięski sezon (Our Winning Season) jako Paul Fleishauer
- 1979: Amateur Night at the Dixie Bar and Grill
- 1979: Uciekać (Breaking Away) jako Mike
- 1980: Straceńcy (The Long Riders) jako Ed Miller
- 1980: Gorp jako Mad Grossman
- 1981: Niepokorni (All Night Long) jako Freddie Dupler
- 1981: Noc, kiedy w Georgie zgasły światła (The Night the Lights Went Out in Georgia) jako Travis Child
- 1981: Bill jako Barry Morrow
- 1981: Jaskiniowiec (Caveman) jako Lar
- 1982: Johnny Belinda jako Kyle Hager
- 1983: Pierwszy krok w kosmos (The Right Stuff) jako Gordon Cooper
- 1983: Szczęki 3 (Jaws 3-D) jako Mike Brody
- 1983: Bill: On His Own jako Barry Morrow
- 1983: Twardziele (Tough Enough) jako Art Long
- 1984: Ucieczka w sen (Dreamscape) jako Alex Gardner
- 1985: Mój własny wróg (Enemy Mine) jako Willis Davidge
- 1987: Interkosmos (Innerspace) jako porucznik Tuck Pendleton
- 1987: Wielki luz (The Big Easy) jako Remy McSwain
- 1987: Podejrzany (Suspect) jako Eddie Sanger
- 1988: Zmarły w chwili przybycia (D.O.A.) jako Dexter Cornell
- 1988: Bożyszcze tłumów (Everybody’s All-American) jako Gavin Grey
- 1989: Wielkie kule ognia (Great Balls of Fire!) jako Jerry Lee Lewis
- 1990: Pocztówki znad krawędzi (Postcards from the Edge) jako Jack Faulkner
- 1990: Przyjdź zobaczyć raj (Come See the Paradise) jako Jack McGurn
- 1993: Blues tajniaków (Undercover Blues) jako Jeff Blue
- 1993: Krew z krwi, kość z kości (Flesh and Bone) jako Arlis Sweeney
- 1993: Piromani (Wilder Napalm) jako Wallace
- 1994: Wyatt Earp jako Doc Holliday
- 1995: Miłosna rozgrywka (Something to Talk About) jako Eddie Bichon
- 1996: Ostatni smok (Dragonheart) jako Bowen
- 1997: Śledztwo nad przepaścią (Switchback) jako Frank LaCrosse
- 1997: Brudny glina (Gang Related) jako William
- 1998: Nie wierzcie bliźniaczkom (The Parent Trap) jako Nick Parker
- 1998: Wybawca (Savior) jako Joshua Rose/Guy
- 1998: Serce rodziny (Everything That Rises) jako Jim Clay
- 1998: Gra w serca (Playing by Heart) jako Hugh
- 1999: Męska gra (Any Given Sunday) jako Jack Rooney, #19
- 1999: Przedsionek piekła (Purgatory) jako Doc Woods/Doc Holliday
- 2000: Częstotliwość (Frequency) jako Frank Sullivan
- 2000: Traffic jako Arnie Metzger
- 2001: Kolacja z przyjaciółmi (Dinner with Friends) jako Gabe
- 2002: Debiutant (The Rookie) jako Jimmy Morris
- 2002: Daleko od nieba (Far from Heaven) jako Frank Whitaker
- 2003: Cold Creek Manor jako Cooper Tilson
- 2004: Pojutrze (The Day After Tomorrow) jako profesor Jack Hall
- 2004: W doborowym towarzystwie (In Good Company) jako Dan Foreman
- 2004: Lot Feniksa (Flight of the Phoenix) jako Frank Towns
- 2004: Alamo (The Alamo) jako Sam Houston
- 2005: Yours, Mine and Ours jako Frank Beardsley
- 2006: Shame On You jako Spade Cooley
- 2006: Jak zostać gwiazdą (American Dreamz) jako prezydent Staton
- 2008: Recepta na szczęście  jako Lawrence Wetherhold
- 2008: 8 części prawdy jako Barnes
- 2009: G.I. Joe: Czas Kobry (G.I.Joe: The Rise of Cobra) jako generał Hawk
- 2009: Horsemen – jeźdźcy Apokalipsy (Horsemen) jako detektyw Aidan Breslin
- 2009: Pandorum jako Payton
- 2010: Legion jako Bob Hanson
- 2010: Władcy świata (The Special Relationship) jako Bill Clinton
- 2011: Grabarz (Beneath the Darkness) jako Ely Vaughn
- 2012: Jak urodzić i nie zwariować jako Ramsey
- 2012: Bez względu na cenę jako  Henry Whipple
- 2017: Był sobie pies (A Dog's Purpose) jako Ethan
- 2019: Natręt (The Intruder) jako Charlie Peck
- 2019: Był sobie pies 2 (A Dog's Journey) jako Ethan
- 2021:  Urodzony mistrz (Born a Champion) jako Mason

## Nagrody
| Rok  | Nagroda                                                | Kategoria                               | Tytuł                  |
| ---- | ------------------------------------------------------ | --------------------------------------- | ---------------------- |
| 1987 | Międzynarodowy Festiwal Filmowy w Valladolid           | Najlepszy aktor pierwszoplanowy         | Wielki luz (1987)      |
| 1988 | Independent Spirit Awards                              | Najlepsza główna rola męska             | Wielki luz (1987)      |
| 2001 | Nagroda Gildii Aktorów Ekranowych                      | Wybitna kreacja obsady w filmie kinowym | Traffic (2000)         |
| 2002 | Nagroda Stowarzyszenia Nowojorskich Krytyków Filmowych | Najlepszy aktor drugoplanowy            | Daleko od nieba (2002) |
| 2003 | Independent Spirit Awards                              | Najlepsza drugoplanowa rola męska       | Daleko od nieba (2002) |
| 2016 | Nagroda Towarzystwa Krytyków Filmowych Houston         | Nagroda za całokształt twórczości       | –                      |